# چربی خوک

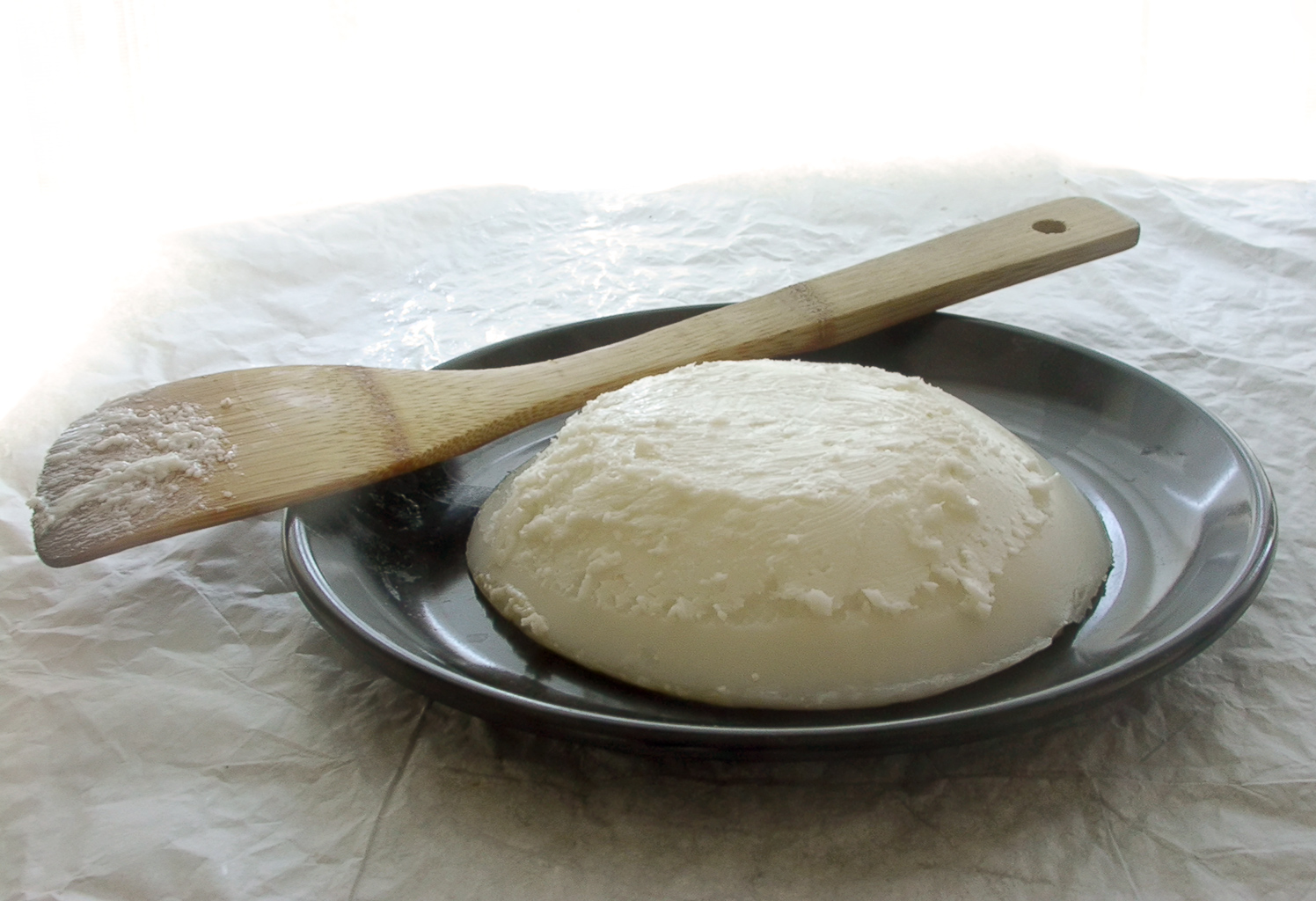
چربی تولید شده از پشت گوشت خوک

چربی خوک یا پیه خوک، چربی خوک اهلی می‌باشد که در بسیاری از غذاها به عنوان چربی پخت‌وپز و روغن تردکننده شیرینی مورد استفاده قرار می‌گیرد یا با مالیدن بر روی نان همچون کره مصرف می‌شود. استفاده از این کره در غذاهای معاصر تقلیل یافته، با این حال در میان آشپزها و نانوایی‌های معاصر این پیه یکی از بهترین انتخاب‌ها می‌باشد. قابلیت‌های آشپزی این چربی تا حدودی وابسته به این است که چربی از چه بخشی از حیوان گرفته شده است و شیوه تولید آن چگونه بوده است. 